# اشتایناخ (تورینگن)
شهر اشتایناخ (به آلمانی: Steinach) در ایالت تورینگن در کشور آلمان واقع شده‌است.